# Абдушев, Карипулла Шуаншалиевич
Карипулла Шуаншалиевич Абдушев (каз. Қарипулла Шынышұлы Әбдішев; род. 15 сентября 1939 год, село Фурманово, Фурмановский район, Уральская область, Казахская ССР) — бригадир колхоза «Путь к коммунизму» Зеленовского района Уральской области, Казахская ССР. Герой Социалистического Труда (1976).

## Биография
Родился в 1939 году в крестьянской семье в селе Фурманово Фурмановского района Уральской области (сегодня — село Жакпактал). После окончания средней школы обучался в училище прикладного искусства (1954—1955). Потом работал разнорабочим в совхозе «Луговской» Ровенского района Саратовской области. После окончания школы сельской механизации трудился трактористом в колхозе «Путь к коммунизму» Зеленовского района Уральской области. С 1972 года возглавлял бригаду трактористов в этом же колхозе.
Бригада Карипуллы Абдушева досрочно выполнила планы Девятой пятилетки (1971—1975) по сбору зерновых и заняла передовые позиции по результатам своей работы в Уральской области. Указом Президиума Верховного Совета СССР от 24 декабря 1976 удостоен звания Героя Социалистического Труда с вручением ордена Ленина и золотой медали «Серп и Молот».
Работал бригадиром трактористов до 1986 года.
С 2000 года — глава крестьянского хозяйства «Нурлан».
Награды
- Орден Ленина — дважды (1971, 1976)